# Športový Klub Slovan Bratislava
Lo Športový Klub Slovan Bratislava, noto semplicemente come Slovan Bratislava, è una società calcistica slovacca con sede nella città di Bratislava. Il club milita nella Superliga, la massima serie del campionato slovacco di calcio.
Fondato in Cecoslovacchia nel 1919, vanta la vittoria in 8 campionati cecoslovacchi e 15 slovacchi. In rappresentanza della federazione cecoslovacca, vinse la Coppa delle Coppe nel 1968-1969.
Disputa le partite interne al Tehelné pole, impianto da 22 500 posti inaugurato nel 2019.

## Storia

### Primi anni
Lo Slovan fu fondato il 1º aprile 1919 al Café Panonia in Bratislava, come I.ČsŠK Bratislava. Il primo presidente fu il capitano della polizia Richard Brunner, che organizzò il primo campo di allenamento temporaneo del club a Kuchajda (Pasienky). Il club presto si trasferì a Petržalka. 

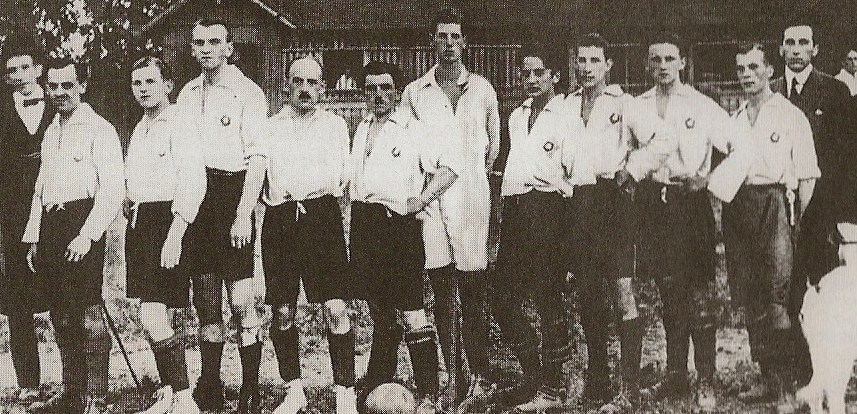
Formazione dello Slovan nella stagione 1919.

Il I.ČsŠK divenne campione di Slovacchia nel 1922. Giocatori importanti dei primi anni del club furono Pavol Šoral, Štefan Čambal e Štefan Priboj. Nella primavera del 1938 penetrarono nel club sentimenti antisemiti, e la vittima fu l'allenatore József Braun, uno dei molti abitanti di Bratislava costretti a lasciare involontariamente la città. Secondo i termini dell'accordo di Monaco di Baviera del 1938 la Cecoslovacchia si dissolse, portando alla nascita della Slovacchia. A questo punto il nome del club fu cambiato in SK Bratislava. Il 26 settembre, 1940 il SK Bratislava disputò la sua prima partita nel nuovo stadio, Tehelné pole.
Il primo incontro internazionale nella nuova sede fu disputata il 27 ottobre 1940, con un pareggio 2-2 tra SK Bratislava e Hertha Berlino. Nel campionato slovacco separato, SK Bratislava vinse il titolo per quattro volte nel periodo dal 1939 al 1945. Lo Slovan fu la prima squadra cecoslovacca ad adottare il modulo WM. Il primo avversario straniero della squadra dopo la seconda guerra mondiale fu il Ferencvárosi TC: lo SK Bratislava perse 0-1, ma malgrado ciò vinse la Coppa dell'Europa Centrale per 2-1 contro l'Ungheria di fronte a 20.000 spettatori nel campo Tehelnom. In questo periodo gli ex giocatori dello I. ČsŠK Bratislava Ferdinand Daučík e Leopold "Jim" Šťastný allenarono lo SK Bratislava.

### Campionato cecoslovacco
La denominazione della squadra cambiò di nuovo nel 1948, in Sokol NV Bratislava. Il club ottenne un nuovo successo nel 1949, quando divennero i primi campioni della ricostituita Cecoslovacchia. Campioni di questo periodo militanti nel Bratislava comprendevano Emil Pažický, Gejza Šimanský, Bozhin Laskov, Viktor Tegelhoff e Teodor Reimann.
Anton Bulla, l'allenatore nel 1953, ingaggiò otto nuovi giocatori che rinforzarono la squadra. Nel 1961-1962 la squadra sconfisse lo Red Star Bratislava nel campionato nazionale per il titolo. Per pressioni e interessi politici ed economici, lo TJ Slovan UNV e lo TJ Dimitrov si fusero per formare il CHZJD Slovan Bratislava il 5 agosto 1961.
Lo Slovan concluse la stagione 1967-1968 al secondo posto in campionato, vinse nella stessa stagione la coppa di Cecoslovacchia, guadagnandosi il diritto a partecipare alla Coppa delle Coppe dell'anno successivo. La squadra era condotta dall'ex giocatore Slovan Michal Vičan.
Il 21 maggio 1969 la squadra sconfisse per 3-2 il Barcellona nella finale di Coppa delle Coppe, vincendo così il suo primo trofeo europeo. Alcuni dei giocatori della squadra erano Ľudovít Cvetler, Vladimír Hrivnák, Ján Čapkovič, Karol Jokl, Alexander Horváth, Jozef Čapkovič, e Alexander Vencel.
Nel 1970 la squadra cecoslovacca partecipò alla Coppa del Mondo FIFA in Messico comprendendo sette giocatori dello Slovan: Alexander Vencel, Ján Zlocha, Ivan Hrdlička, Karol Jokl, Ján Čapkovič, Vladimír Hrivnák e Alexander Horváth. Jozef Vengloš era l'allenatore della squadra dello Slovan Bratislava per parte di questo periodo, oltre ad allenare a livello internazionale.
Nel 1976 la nazionale cecoslovacca, comprendente sei giocatori dello Slovan, conquistò il titolo europeo nei Campionati Europei svoltosi a Belgrado. Le medaglie d'oro furono assegnate all'allenatore Venglos, Alexander Vencel, Jozef Čapkovič, Koloman Gögh, Marián Masny, Anton Ondruš, Ján Pivarník e Ján Švehlík. Dalla stagione 1977-78 lo Slovan era in declino. Nella stagione 1984-85 lo Slovan, guidato dall'allenatore Ján Hucko e Jozef Obert, retrocedette nel campionato cadetto.
Dopo tre stagioni trascorse in cadetteria, lo Slovan Bratislava riuscì a ritornare in massima serie. Nella stagione 1987/88 la squadra ritornò in massima serie sotto la guida degli allenatori Ján Zachar e Jozef Jankech, che in seguito ha allenato la Nazionale di calcio slovacca. Dušan Galis allenò lo Slovan dal 1977 al 1981. Nel 1991-92 lo Slovan Bratislava vinse il titolo cecoslovacco per l'ultima volta. Tra le stelle della squadra vi erano Peter Dubovský, Dušan Tittel, Ladislav Pecko, Vladimír Kinder, Miloš Glonek, Tomáš Stúpala, e Alexander Vencel.

### Era slovacca
Lo Slovan vinse il campionato slovacco nelle stagioni 1993-94, 1994-95 e 1995-96. Nei successivi due anni a vincere il titolo fu invece il Košice. Lo Slovan ritornò alla vittoria del titolo slovacco nella stagione 1998-99. Le stelle della squadra comprendevano l'allenatore Stanislav Griga e i giocatori Róbert Tomaschek, Miroslav König, Stanislav Varga, Tibor Jančula e Ladislav Pecko. Negli anni successivi le prestazioni della squadra peggiorarono a causa di difficoltà economiche, che costrinsero la società a vendere alcuni dei migliori giocatori in organico. Alla fine della stagione 2003-04 la squadra retrocesse in 1. Slovenská Futbalová Liga, dove trascorse due stagioni.
Dopo due anni, nell'annata 2010-2011 lo Slovan si aggiudicò per la terza volta il double titolo nazionale-Coppa di Slovacchia sotto la guida dell'allenatore ceco Karel Jarolím. Con venti gol, Filip Šebo si laureò capocannoniere del campionato.
Eliminata dai preliminari di Champions League dai ciprioti dell'APOEL, nel 2011-2012 la squadra, allenata da Vladimír Weiss, retrocesse in Europa League, dove eliminò sorprendentemente la Roma, accedendo per la prima volta alla fase a gironi della competizione. Lo Slovan vinse nuovamente la coppa nazionale nel 2012-2013 e il titolo nazionale nel 2013-2014, malgrado una brutta partenza che causò il ritorno in panchina del duo di allenatori Dušan Galis-Jozef Valovič dopo diciassette anni; la sconfitta in finale di Coppa di Slovacchia contro il Košice impedì il double. Vinta la coppa nazionale nel 2016-2017 e nel 2017-2018, lo Slovan si è trasferito nel nuovo stadio nel 2019, anno in cui ha vinto di nuovo il campionato.
In virtù del successo in campionato nella stagione 2019-2020, il club prende parte alle qualificazioni per la fase a gironi di Champions League 2020-2021 venendo sorteggiato per il primo turno contro i campioni faroesi del KÍ Klaksvík. Il match (gara secca giocata in trasferta), inizialmente previsto per il 19 agosto 2020, è stato rinviato al 21 seguente per poi essere annullato definitivamente causa contagi di COVID-19 nello spogliatoio slovacco. La UEFA aveva accettato la richiesta dello Slovan di far giocare il match due giorni dopo interamente coi giovani della squadra B (rimasti a Bratislava), ma quando risultarono dei tamponi di esito positivo anche tra questi si optó per l'assegnazione 3-0 a tavolino per i faroesi, eliminando, di conseguenza, lo Slovan dalla competizione. Come da regolamento, il club affronta i finlandesi del KuPS nel secondo turno di Europa League: dopo lo 0-0 dei 90 minuti regolamentari, gli slovacchi passano in vantaggio al 111º minuto di gioco per poi essere raggiunti allo scadere dei tempi supplementari sull'uno pari; decisivi saranno i calci di rigore che costringono lo Slovan di abbandonare anche questa competizione. Nel primo turno di qualificazione alla UEFA Champions League 2021-2022 elimina i campioni irlandesi dello Shamrock Rovers per 3-2 (risultato aggregato).
Durante l’estate della stagione 2024-2025 lo Slovan, battendo in successione lo Struga, il Celje, l’APOEL e il Midtjylland, torna a disputare la fase a girone della UEFA Champions League per la prima volta dopo 32 anni. Tuttavia, dopo 6 sconfitte in altrettante gare, lo Slovan viene estromesso dalla competizione. La gara che certifica l’eliminazione è un 3-1 patito in casa dell’Atletico Madrid.

## Cronistoria
- 1919: 1. ČsŠK Bratislava
- 1939: ŠK Bratislava
- 1948: Sokol NV Bratislava
- 1953: ÚNV Slovan Bratislava
- 1961: Slovan CHZJD Bratislava
- 1990: ŠK Slovan Bratislava

## Strutture
Il Tehelné pole aveva una capienza di 30.085 spettatori, ed è di 105 m di lunghezza e 68 m di larghezza
Lo stadio è stato costruito durante la prima Repubblica Slovacca, quando la Germania nazista aveva occupato la Petržalka nel 1938 e Bratislava aveva perso quasi tutti i suoi impianti sportivi. La costruzione durò dal 1939 al 1944, dopodiché lo stadio divenne il campo di gioco casalingo dello Slovan Bratislava. Lo stadio venne inaugurato nel settembre del 1940; la capienza originaria era di 25.000 posti, e la prima partita internazionale disputata in questo stadio si disputò il 27 ottobre 1940, con un pareggio 2-2 tra lo Slovan Bratislava e l'Hertha Berlino. Il vecchio stadio ha subito lavori di restauro nel 1961, con l'aggiunta di una seconda tribuna, e con conseguente aumento della capienza a 45.000 spettatori; fu inoltre modernizzato con l'aggiunta della tabella dei punteggi, della luce artificiale e altri aggiustamenti. Tuttavia, lo stadio poteva contenere fino ad addirittura 50.000 spettatori, e poco prima dello scioglimento della Cecoslovacchia, era il più grande in uso (lo Strahov Stadium a Praga aveva una capienza di 220.000, ma era in disuso negli anni novanta) e fu lo stadio casalingo della nazionale cecoslovacca.

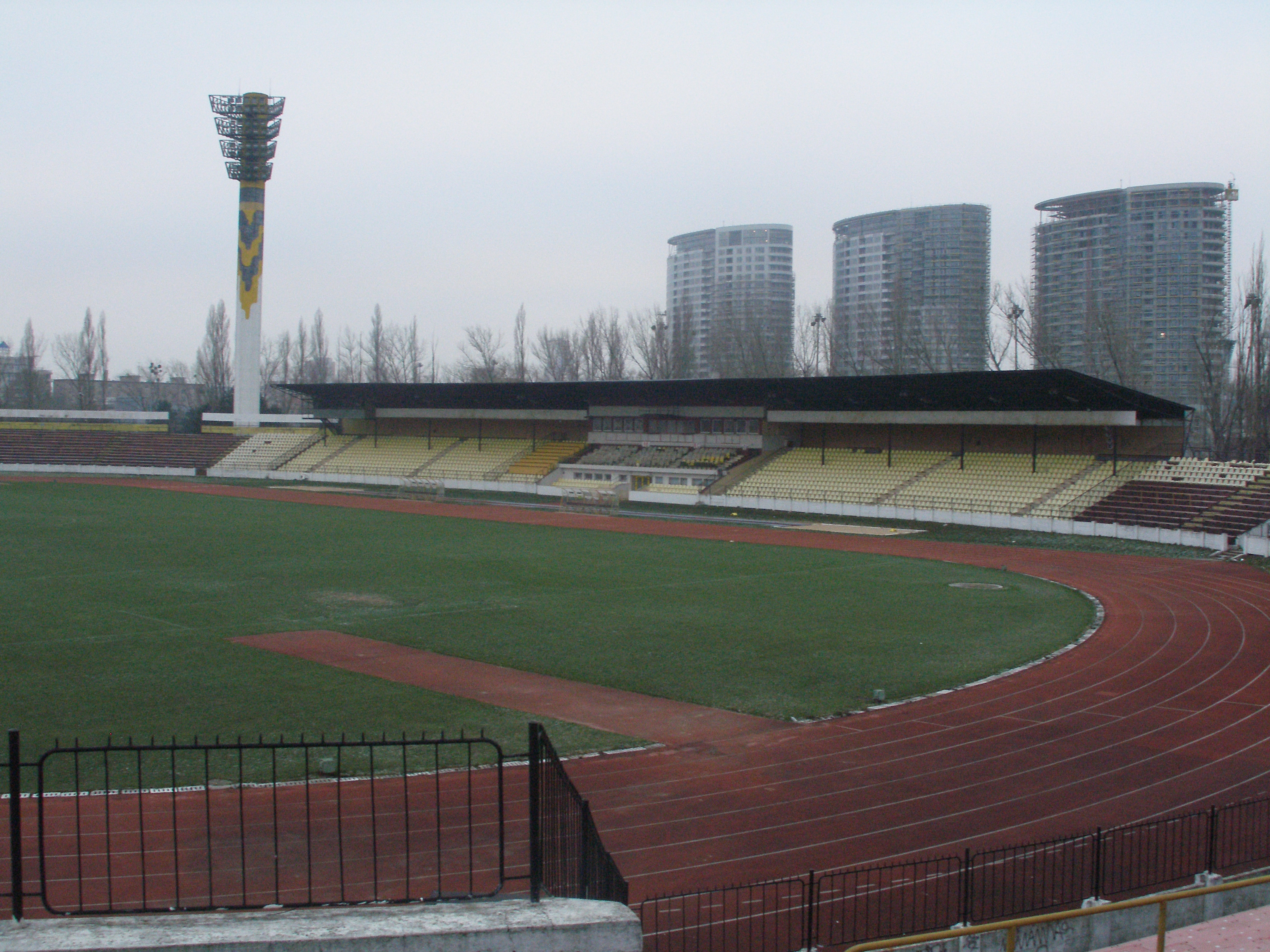
Stadio Pasienky

Lo stadio venne ricostruito ancora una volta negli anni novanta, riducendo la capacità a 30.000, tutti posti a sedere. Dopo di ciò, il Tehelné pole stadio era il secondo più grande in Slovacchia dopo Všešportový areál in Košice, che è ormai in disuso. Nel 2005-06, è stato utilizzato anche come stadio di casa dell'Artmedia Bratislava per la Champions League e la Coppa UEFA, perché lo stadio dell'Artmedia non soddisfaceva gli standard minimi per competizioni UEFA. Si prevede che lo stadio attuale venga demolito per costruirne uno nuovo con la capacità di circa 35.000 posti, per un costo circa 80 milioni di euro. La necessità di un nuovo stadio deriva dalle nuove regole UEFA in materia do partite internazionali.
Nel luglio 2009 il governo slovacco ha deciso di sostenere la costruzione del nuovo stadio. La sua capacità sarà di 22.000 spettatori con possibilità di ampliamento a 30.000. Il vecchio stadio è stato demolito nel 2013. Tra il 2009 e il 2018, lo Slovan ha disputato le gare casalinghe al Pasienky. A partire dal marzo del 2019, lo Slovan Bratislava gioca le sue gare interne nel nuovo Tehelné pole.

## Allenatori
- József Braun (1934–37)
- Pál Jávor (1937–38)
- József Braun (1938)
- Otto Mazal (1939)
- František Lanák (1939)
- Kajmo Müller (1939–40)
- Vincent Dittrich (1941)
- Ferdinand Daučík (1942–46)
- Tom Sneddon (1947–48)
- Ferdinand Daučík (1948)
- Leopold Šťastný (1949–51)
- Karol Bučko (1951–52)
- Anton Bulla (1953)
- Leopold Šťastný (1954–57)
- Jozef Baláži (1958)
- Štefan Jačiansky (1958)
- József Ember (1959)
- Štefan Jačiansky (1960)
- Ivan Chodák (1960)
- Ján Greššo (1960–61)
- Anton Bulla (1961)
- Karol Borhy (1961–62)
- Anton Bulla (1962–63)
- Leopold Šťastný (1963–65)
- Vojtech Skyva (1965)
- Jozef Čurgaly (1966)
- Ján Hucko (1966–68)

- Michal Vičan (1968–71)
- Ján Hucko (1971–73)
- Jozef Vengloš (1973–76)
- Michal Vičan (1976–77)
- Jozef Vengloš (1977–78)
- Ivan Hrdlička (1978)
- Anton Malatinský (1978–81)
- Anton Urban (1981)
- Michal Vičan (1982–83)
- Károly Pecze (1983–84)
- Ján Hucko (1984)
- Valér Švec (1985–86)
- Ján Zachar (1986–88)
- Jozef Jankech (1988–90)
- Dušan Galis (1990–95)
- Anton Dragúň (1995)
- Karol Jokl (1995)
- Dušan Galis (1996–97)
- Ján Švehlík (1997)
- Jozef Prochotský (1997–98)
- Ján Švehlík (1998)
- Stanislav Griga (1998–99)
- Stanislav Jarábek (1999–01)
- Anton Dragúň (2001)
- Jozef Prochotský (2001)
- Miroslav Svoboda (2001)
- Ján Švehlík (2002)

- Miroslav Svoboda (2002)
- Dušan Radolský (2002–03)
- Jozef Valovič (2003)
- Libor Fašiang (2003)
- Jozef Adamec (2003–04)
- Vladimir Goffa (2004)
- Štefan Zaťko (2004–05)
- Jozef Jankech (2005–07)
- Boris Kitka (2007–08)
- Ladislav Pecko (2008–09)
- Dušan Uhrin (2009)
- Michal Hipp (2009)
- Dušan Tittel (2010–11)
- Vladimír Weiss (2011–2012)
- Samuel Slovák (2012–2013)
- Dušan Galis (2013–2014)
- František Straka (2014)
- Jozef Chovanec (2014–2015)
- Dušan Tittel (2015)
- Nikodīmos Papavasileiou (2015–2016)
- Vladimír Koník (2016)
- Ivan Vukomanović (2016–2017)
- Martin Ševela (2017–2019)
- Vladimir Radenkovič (2019)
- Ján Kozák (2019–2020)
- Darko Milanič (2020–2021)
- Vladimír Weiss (2021-)

## Calciatori

### Vincitori di titoli
Campioni d'Europa
- Jozef Čapkovič (Jugoslavia 1976)
- Anton Ondruš (Jugoslavia 1976)
- Ján Pivarník (Jugoslavia 1976)
- Marián Masný (Jugoslavia 1976)
- Koloman Gögh (Jugoslavia 1976)
- Ján Švehlík (Jugoslavia 1976)
- Alexander Vencel (Jugoslavia 1976)

## Palmarès

### Competizioni nazionali
- Campionato cecoslovacco: 8

1949, 1950, 1951, 1955, 1969-1970, 1973-1974, 1974-1975, 1991-1992
- Campionato slovacco: 15  (record)

1993-1994, 1994-1995, 1995-1996, 1998-1999, 2008-2009, 2010-2011, 2012-2013, 2013-2014, 2018-2019, 2019-2020, 2020-2021, 2021-2022, 2022-2023, 2023-2024, 2024-2025
- Coppa di Cecoslovacchia: 5

1961-1962, 1962-1963, 1967-1968, 1973-1974, 1981-1982
- Coppa di Slovacchia: 10  (record)

1993-1994, 1996-1997, 1998-1999, 2009-2010, 2010-2011, 2012-2013, 2016-2017, 2017-2018, 2019-2020, 2020-2021
- Supercoppa di Slovacchia: 8

1994, 1995, 1996, 1999, 2009, 2011, 2013, 2014

### Competizioni internazionali
- Coppa delle Coppe: 1  (record slovacco)

1968-1969
- Coppa Intertoto: 9

1968, 1970, 1972, 1973, 1974, 1977, 1990, 1992, 1994

### Altri piazzamenti
- Campionato cecoslovacco:

Secondo posto: 1952, 1956, 1959-1960, 1963-1964, 1966-1967, 1967-1968, 1968-1969, 1971-1972, 1975-1976, 1990-1991
Terzo posto: 1947-1948, 1960-1961, 1992-1993
- Coppa di Cecoslovacchia:

Finalista: 1964-1965, 1969-1970, 1971-1972, 1975-1976, 1982-1983, 1988-1989
- Campionato slovacco:

Secondo posto: 1939, 1942-1943, 2000-2001, 2009-2010, 2015-2016, 2016-2017, 2017-2018
Terzo posto: 1999-2000, 2002-2003, 2011-2012, 2014-2015
- Coppa di Slovacchia:

Finalista: 2002-2003, 2013-2014, 2015-2016, 2021-2022, 2022-2023
Semifinalista: 2008-2009, 2024-2025
- Supercoppa di Slovacchia:

Finalista: 1995, 1997, 2010
- Coppa Mitropa:

Finalista: 1964
Semifinalista: 1955
- Coppa Piano Karl Rappan:

Semifinalista: 1961-1962

## Statistiche

### Statistiche nelle competizioni UEFA
Tabella aggiornata alla fine della stagione 2021-2022.
| Competizione                  | Partecipazioni | G  | V  | N  | P  | RF  | RS  |
| ----------------------------- | -------------- | -- | -- | -- | -- | --- | --- |
| UEFA Champions League         | 14             | 43 | 14 | 11 | 18 | 47  | 57  |
| Coppa delle Coppe             | 7              | 28 | 16 | 3  | 11 | 45  | 33  |
| Coppa UEFA/UEFA Europa League | 21             | 90 | 36 | 18 | 36 | 143 | 136 |
| UEFA Europa Conference League | 1              | 6  | 2  | 2  | 2  | 8   | 7   |

## Tifoseria

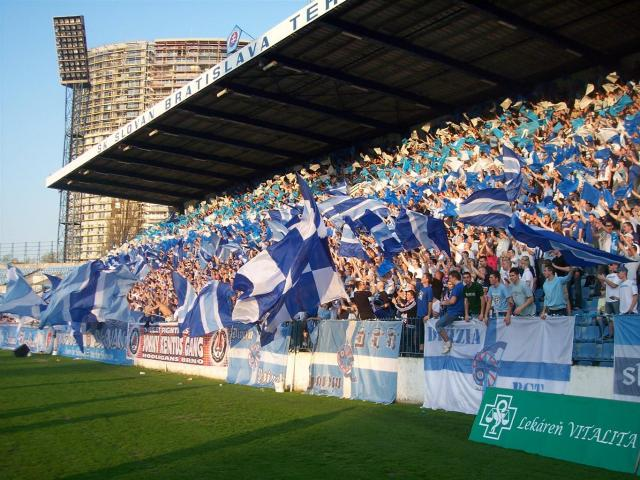
I tifosi dello Slovan sono chiamati Belasá šlachta

I principali gruppi ultras sono chiamati Belasá šlachta e Ultras Slovan.
Le principali squadre rivali dello Slovan a Bratislava erano l'Inter Bratislava e il Petržalka. La rivalità tra Slovan e l'Inter ha una storia lunga e ricca: entrambe le squadre hanno giocato nella massima serie del campionato cecoslovacco di calcio, ed entrambe le squadre hanno vinto una coppa europea nella stagione 1968-69: lo Slovan vinse la Coppa delle Coppe, l'Inter vinse la Mitropa Cup. La rivalità con Petržalka ha raggiunto il picco dopo il 2000.
Il più grande avversario del Slovan Bratislava è lo Spartak Trnava.

## Organico

### Rosa 2025-2026
Aggiornata al 21 luglio 2025.
| N. |                       | Ruolo | Calciatore        |
| -- | --------------------- | ----- | ----------------- |
| 3  | Slovacchia (bandiera) | C     | Peter Pokorný     |
| 4  | Georgia (bandiera)    | D     | Guram Kashia      |
| 5  | Ghana (bandiera)      | C     | Rahim Ibrahim     |
| 6  | Austria (bandiera)    | D     | Kevin Wimmer      |
| 7  | Slovacchia (bandiera) | A     | Vladimír Weiss    |
| 8  | Slovacchia (bandiera) | C     | Artur Gajdoš      |
| 9  | Ucraina (bandiera)    | A     | Mykola Kucharevyč |
| 10 | Croazia (bandiera)    | C     | Marko Tolić       |
| 11 | Armenia (bandiera)    | C     | Tigran Barseghyan |
| 12 | Slovenia (bandiera)   | D     | Kenan Bajrić      |
| 13 | Slovacchia (bandiera) | A     | David Strelec     |
| 14 | Gambia (bandiera)     | A     | Alasana Yirajang  |
| 16 | Slovacchia (bandiera) | C     | Maxim Mateáš      |
| 17 | Rep. Ceca (bandiera)  | D     | Jurij Medveděv    |

| N. |                                 | Ruolo | Calciatore        |
| -- | ------------------------------- | ----- | ----------------- |
| 18 | Slovacchia (bandiera)           | C     | Nino Marcelli     |
| 20 | Bosnia ed Erzegovina (bandiera) | C     | Alen Mustafić     |
| 21 | Slovacchia (bandiera)           | A     | Róbert Mak        |
| 23 | Ghana (bandiera)                | A     | Zuberu Sharani    |
| 26 | Slovacchia (bandiera)           | C     | Filip Lichý       |
| 28 | Panama (bandiera)               | D     | César Blackman    |
| 31 | Slovacchia (bandiera)           | P     | Martin Trnovský   |
| 44 | Slovacchia (bandiera)           | P     | Matúš Macík       |
| 57 | Angola (bandiera)               | D     | Sandro Cruz       |
| 71 | Slovacchia (bandiera)           | P     | Dominik Takáč     |
| 77 | Ucraina (bandiera)              | C     | Danylo Ihnatenko  |
| 88 | Grecia (bandiera)               | C     | Kyriakos Savvidīs |
| 97 | Ghana (bandiera)                | A     | Kelvin Ofori      |
|    | Svizzera (bandiera)             | A     | Adler             |